# براد أبوت
براد أبوت (بالإنجليزية: Brad Abbott)‏ (24 ديسمبر 1994 بدونكاستر في المملكة المتحدة - ) هو لاعب كرة قدم بريطاني في مركز الوسط. لعب مع نادي بارنسلي ونادي بارو وChester F.C. ‏ ونادي هاروجيت تاون.

## وصلات خارجية
- براد أبوت على موقع قاعدة بيانات كرة القدم.إي يو (الإنجليزية)
- براد أبوت على موقع Soccerbase.com (لاعب) (الإنجليزية)
- براد أبوت على موقع Soccerway.com (الإنجليزية)